# Heliconius venustus
Heliconius venustus är en fjärilsart som beskrevs av Osbert Salvin 1871. Heliconius venustus ingår i släktet Heliconius och familjen praktfjärilar. Inga underarter finns listade i Catalogue of Life.